# Christopher Michael Maltby
Christopher Michael Maltby, britanski general, * 1891, † 1980.